# Ligne de Domfront à Pontaubault
La ligne de Domfront à Pontaubault est une ancienne ligne ferroviaire française qui reliait les villes d'Avranches et Domfront, en région Basse-Normandie. Après sa fermeture, elle est déclassée et sa voie déposée. Depuis, la plate-forme a été réaménagée en voie verte.
Elle constitue la ligne 437 000 du réseau ferré national.

## Histoire
Une ligne d'Avranches à la limite du département de l'Orne dans la direction de Passais est concédée par un traité signé le 14 avril 1872 entre le conseil général de la Manche et Messieurs Gebhard fils, Riche frères et Parent-Pécher. Cette convention est approuvée par un décret le 25 octobre 1873 qui déclare la ligne d'utilité publique à titre d'intérêt local.
La loi du 17 juillet 1879 (dite plan Freycinet) portant classement de 181 lignes de chemin de fer dans le réseau des chemins de fer d’intérêt général retient, en n° 47, une ligne de « Fougères à Vire et à un point à déterminer entre Bayeux et Caen » et, en n° 51, une ligne « de la limite de la Manche, vers Avranches, à Domfront (Orne) ». La première ligne est en tronc commun avec la ligne de Domfront à Pontaubault entre Romagny et Saint-Hilaire-du-Harcouët. La seconde est la deuxième partie de la ligne qui n'a pas encore été déclarée d'utilité publique et qui permet d'assurer la continuité.
La section d'Avranches à la limite de l'Orne est reclassée dans le réseau d'intérêt général, et celle de la limite de la Manche à Domfront est déclarée d'utilité publique par une loi le 23 février 1881. Elle est concédée à titre définitif par l'État à la Compagnie des chemins de fer de l'Ouest par une convention signée entre le ministre des Travaux publics et la compagnie le 17 juillet 1883. Cette convention est approuvée par une loi le 20 novembre suivant.
La dernière utilisation de cette voie était la liaison fret avec l'usine Acôme de Mortain vers Flers.
Ouverture :
- section de Domfront à Romagny : 12 novembre 1893
- section de Romagny à Pontaubault : 16 juin 1889 (concomitamment avec la section Mortain - Romagny de la ligne de Vire à Romagny)

Fermeture au service voyageurs : 18 juillet 1939 (mais rouverte pendant la guerre entre le 6 octobre 1940 et 1946)
Fermeture au service marchandises :
- section de Domfront à Romagny : 1er octobre 1990[5]
- section de Romagny à Fontenay-Milly : années 1960
- section de Fontenay-Milly à Saint-Hilaire-du-Harcouët : 7 mai 1971[5]
- section de Saint-Hilaire-du-Harcouët à Pontaubault : 2 juin 1990[5]

La ligne a été déclassée du réseau ferré national :
- section de Romagny (PK 28,400) à Saint-Hilaire-du-Harcouët (PK 36,700) ;
- section de Domfront (PK 0,695) à Romagny (PK 28,400) en 1995 ;
- section de Saint-Hilaire-du-Harcouët (PK 36,700) à Pontaubault (PK 61,320) en 1995[6].

## Voie verte
De nos jours, elle est aménagée en véloroute sur l'intégralité de son parcours, et accueille les itinéraires de la Véloscénie (Paris -  Mont-Saint-Michel) et de l'EuroVelo 4 (entre Romagny et Pontaubault).[réf. nécessaire]